# Rhynchocypris oxycephalus
Rhynchocypris oxycephalus är en fiskart som först beskrevs av Sauvage och Dabry de Thiersant, 1874.  Rhynchocypris oxycephalus ingår i släktet Rhynchocypris och familjen karpfiskar. Inga underarter finns listade i Catalogue of Life.